# Yamaha DragStar

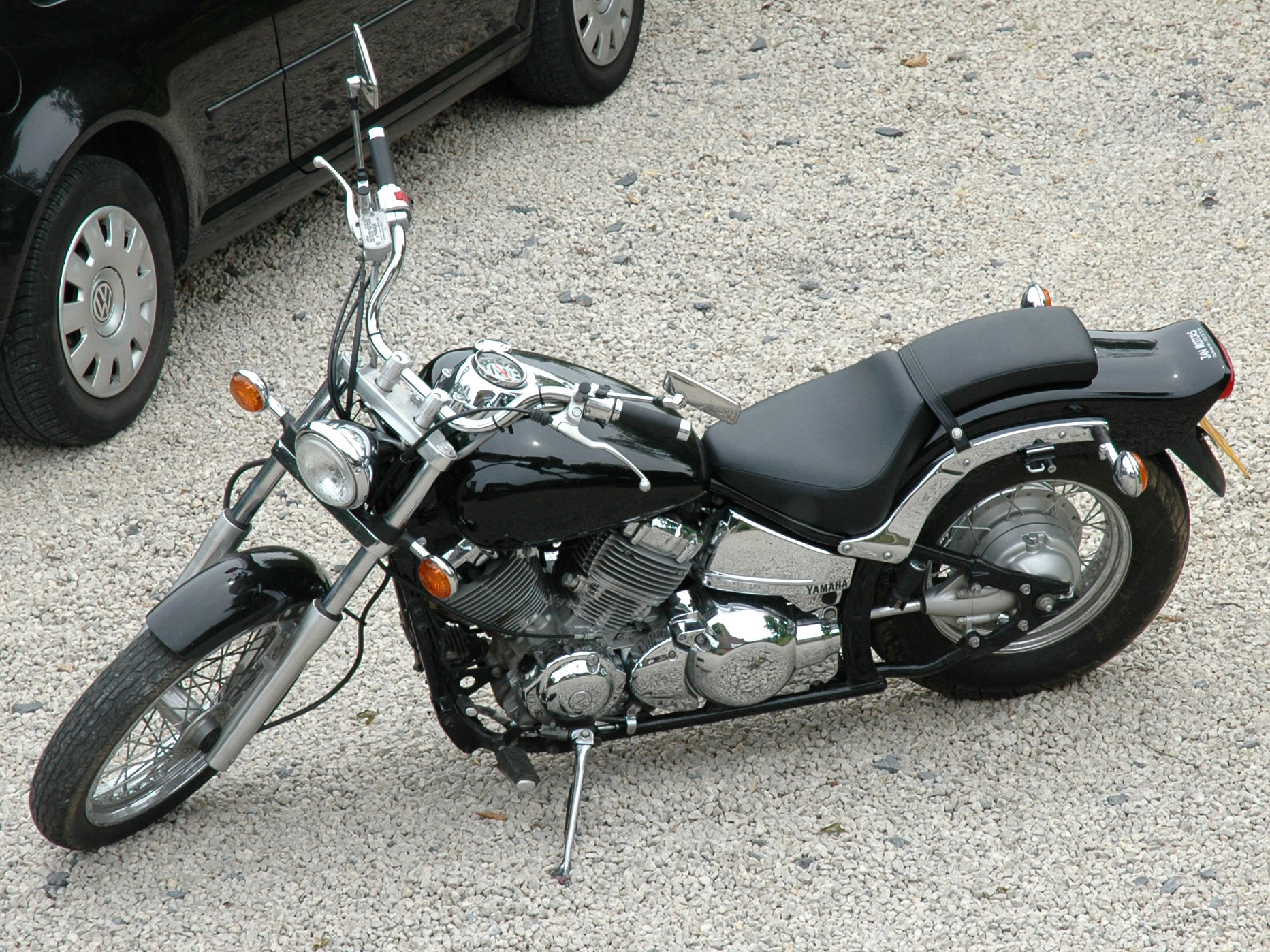
Yamaha DragStar 650

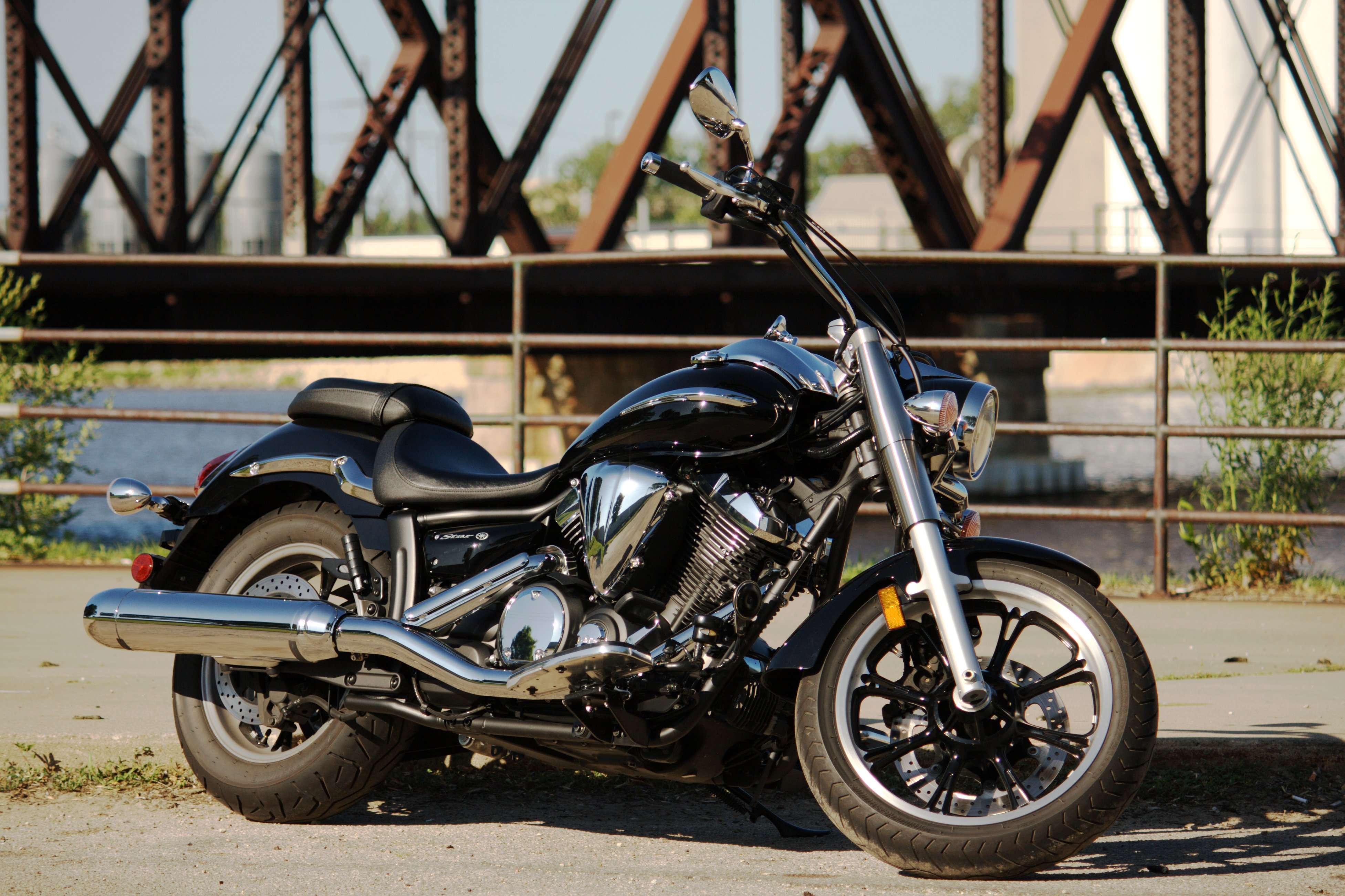
Yamaha V-Star 950

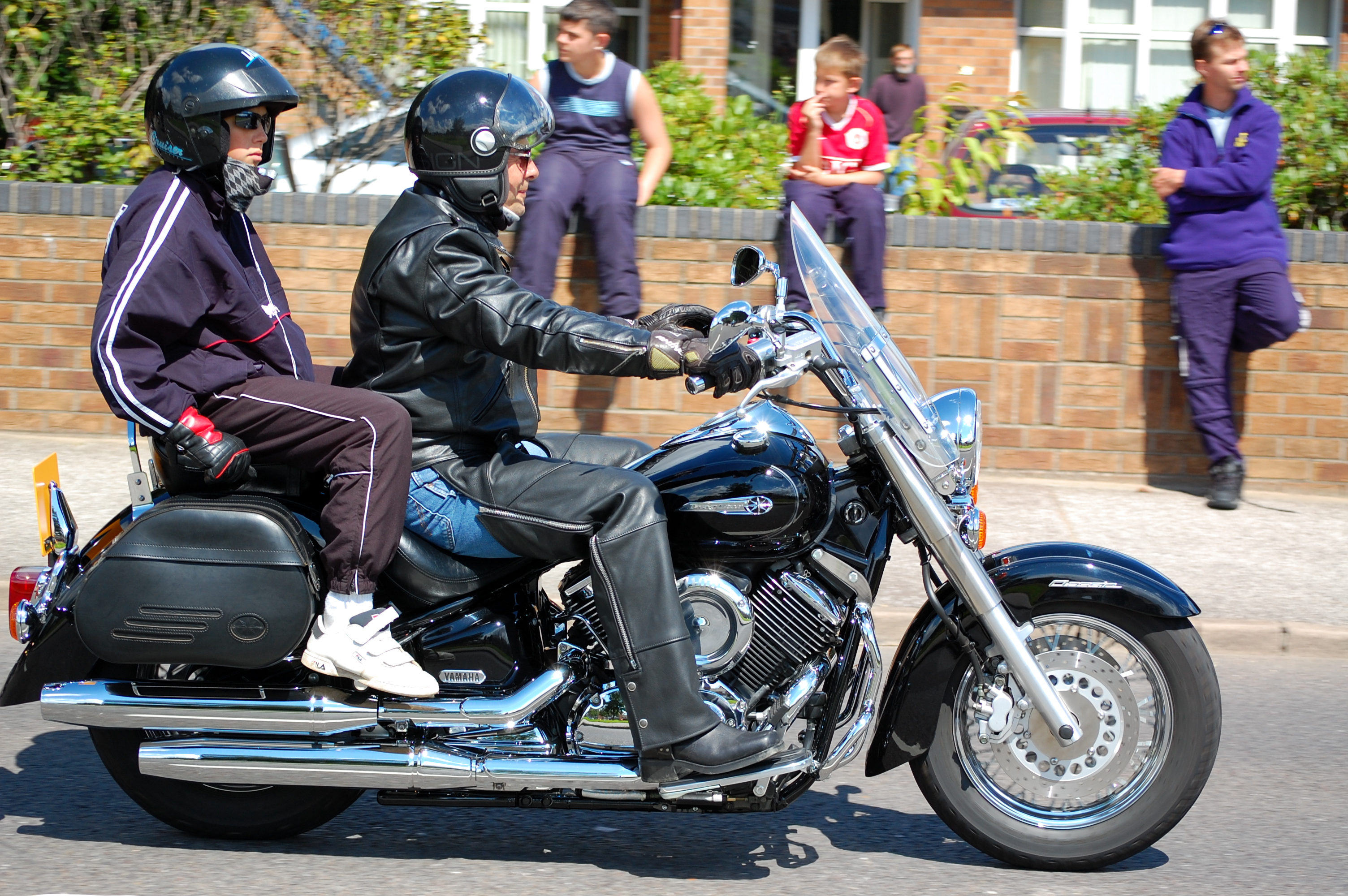
Yamaha DragStar Classic

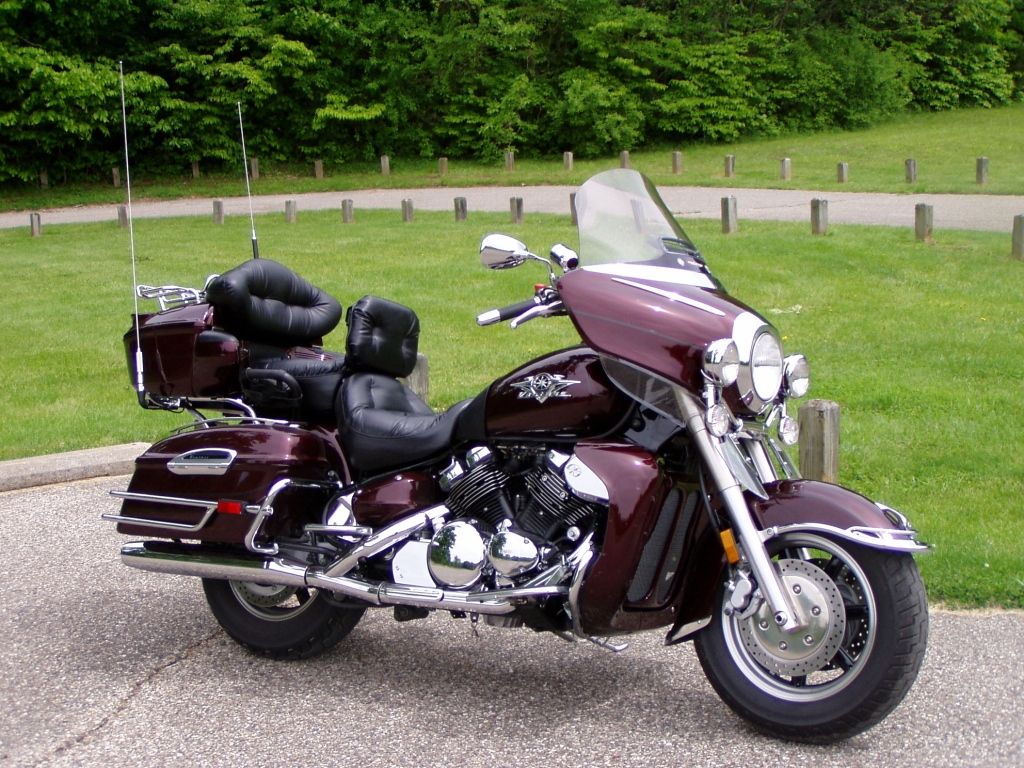
Yamaha Royal Star Venture

Star Motorcycles - підрозділ компанії Yamaha Motor Company, що випускає мотоцикли класу круізер для американського ринку.
На ринках Японії та Європи, мотоцикли сімейства Star продавались під брендом Yamaha та моделі іменувались DragStar. 

## Історія
В 1994 рік Yamaha почала виробляти мотоцикли серії Star, орієнтовані на американський ринок. Вважається, що попередником лінійки Star була лінійка моделей Virago, виробництво яких було завершено в 2001 році (по деяких даних в 2007 році).
В 2006 рік у компанія оголосила про поділ марок Yamaha і Star і про створення нового бренду Star Motorcycles. Компанія не стала відкривати під бренд нові дилерські представництва. Підрозділ розширився і став дочірньою компанією зі штаб-квартирою в місті Сайпресс, штат Каліфорнія . Під брендом Star Motorcycles випускаються мотоцикли виключно в США, в той час як такі ж моделі на інших ринках продаються під назвою Yamaha.

## Опис
Так як основним ринком збуту передбачалися Сполучені Штати, зовнішній вигляд круїзерів орієнтувався на популярні американські мотоцикли, зокрема «Harley-Davidson». Тому деякі моделі були дійсно дуже схожі на американські машини.
Виключно для Японії виробляються мотоцикли з малим об'ємом двигуна.

## Моделі
- Royal Star
  - Royal Star Tour Deluxe
  - Royal Star Venture
- Stratoliner
  - Stratoliner
  - Stratoliner S
- Roadliner / XV1900
  - Roadliner / XV1900A
  - Roadliner Midnight
  - Midnight Star
  - Roadliner S / XV1900AS
  - Raider
- Road Star
  - Road Star
  - Road Star S
  - Road Star Silverado
  - Road Star Silverado S
- DragStar / V-Star / XVS
  - DragStar 125
  - DragStar 250
  - DragStar 400
  - DragStar 650 / V Star Classic
  - DragStar 650 / V Star Custom
  - DragStar 650 / V Star Silverado
  - DragStar 950 / V Star 950
  - DragStar 950 Tourer / V Star 950 Tourer
  - DragStar 1100 / V Star 1100 Classic
  - DragStar 1100 / V Star 1100 Custom
  - DragStar 1100 / V Star 1100 Silverado
  - V Star 1300 / XVS1300A
  - V Star 1300 Tourer
- Warrior
  - Midnite Warrior
  - Warrior
- V-Max

## DragStar 400

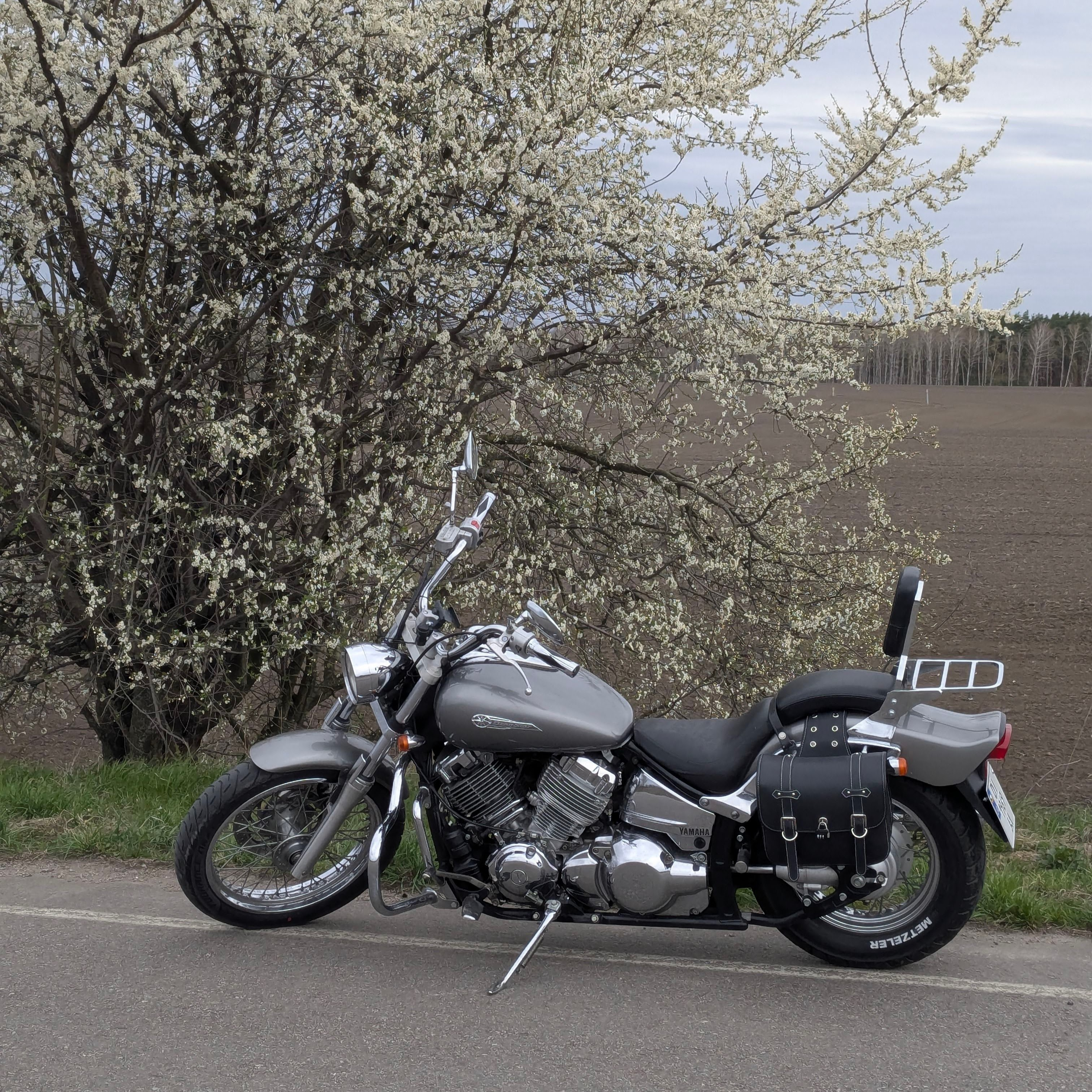
DragStar 400 2005 року

Модель круїзера Yamaha XVS400 Drag Star з'явилася в 1996 році як послідовник моделі Yamaha Virago 400, відрізняючись від неї, головним чином, новою дуплексною рамою (замість хребтової) та налаштуваннями двигуна, який став видавати менше потужності, але зі зміщеною характеристикою крутного моменту в зону низьких і середніх обертів (робочі оберти знизилися на 1000 об/хв). У підсумку мотор став видавати до 33 к.с. потужності та 32 Нм крутного моменту, з максимальними характеристиками вже від 6000 об/хв.
Модель побудована на базі старшої експортної версії Yamaha XVS650 Drag Star / V-Star, відрізняючись від неї об'ємом двигуна та рестайлінгами. Крім того, Yamaha Drag Star 400 була орієнтована тільки на внутрішній японський ринок.
У 1998 році, крім звичайної версії Drag Star 400, була представлена класична - Yamaha Drag Star 400 Classic. Вона мала інше кермо, сідло, крила, фару, ергономіку та розмірність переднього колеса. З технічної частини відмінностей не було.
У 2000 році модель отримала нову версію двигуна, яка за технічними характеристиками нічим не відрізнялася від попередньої, але відповідала новим екологічним нормам. Також панель приладів зазнала рестайлінгу, отримавши електронний одометр і стрілковий індикатор рівня палива.
У 2009 році Yamaha представила оновлену версію Drag Star 400 як модель 2010 року, яка отримала електронне впорскування палива та каталізатор. Максимальна потужність знизилася з 33 до 30 к.с., а крутний момент - з 32 до 31 Нм і став доступний трохи пізніше (6250 об/хв, замість 6000 об/хв).
2017 рік став останнім роком виробництва моделі. Через вихід чергових екологічних обмежень модель Yamaha Drag Star 400 більше не може вироблятися. Тим не менш, ця модель широко представлена на японських аукціонах, що робить її доступною для покупки та експорту в Україну. Наразі Drag Star 400 є одним із найпопулярніших круїзерів початкового рівня в Україні.
Офіційно заявлена витрата палива на моделях серії XVS400 становить від 2,28 л (Drag Star 400) до 2,63 л (Drag Star 400 Classic) на 100 км шляху (японський метод розрахунку: постійна швидкість 60 км/год, водій + пасажир).

## DragStar 650 (Vstar 650)
Модель круїзера Yamaha Drag Star 650 з'явилася в 1997 році як заміна морально застарілої Yamaha XV 535 Virago. Фактично, нова Yamaha Drag Star 650 була побудована на тому ж старому двигуні, якому просто збільшили об'єм до 649 см³ і переналаштували для більш потужної "чоперної" тяги на шкоду максимальній потужності.
Зовні Yamaha Drag Star 650 також помітно відрізнялася від Virago - класичний дизайн американських круїзерів з витягнутою рамою, краплеподібним баком, моноамортизатором, великою кількістю хрому та панеллю приладів на баку.
На базі Yamaha XVS 650 Drag Star була побудована японська версія - Yamaha XVS 400 Drag Star.
Модель Yamaha Drag Star 650 має також такі назви:
- Yamaha XVS 650
- Yamaha V-Star 650 - назва для американського ринку

Головною особливістю Yamaha Drag Star 650 є 2-циліндровий V-подібний двигун повітряного охолодження, що видає 40 к.с. потужності та 50 Нм крутного моменту. Порівняно з минулою моделлю (Yamaha XV 535 Virago) максимальна потужність трохи знизилася, проте крутний момент зріс і став доступний набагато раніше.
Основні модифікації Yamaha Drag Star 650:
- Yamaha Drag Star / V-Star 650 Custom - базова версія мотоцикла - короткі крила, тонке переднє колесо.
- Yamaha Drag Star / V-Star 650 Classic - версія з подовженими крилами, ширшим переднім колесом, фарою без козирка, платформами для ніг (замість підніжок), ширшим сидінням та іншою формою керма.
- Yamaha Drag Star / V-Star 650 Silverado - версія Classic з туринговим обвісом - високе вітрове скло, шкіряні сумки, спинка пасажирського сидіння та ексклюзивний стиль оздоблення.

2019 рік став останнім роком виробництва Yamaha XVS650 Drag Star.

## DragStar 1100 (Vstar 1100)
Модель круїзера Yamaha XVS 1100 Drag Star була представлена в 1999 році як заміна морально застарілої моделі Yamaha XV 1100 Virago. За основу мотоцикла був взятий той же двигун, що й на Virago 1100, але з невеликими змінами - зокрема, були використані нові карбюратори з датчиками положення дроселя, що дозволило трохи поліпшити показник крутного моменту при збереженні потужності в межах 62 к.с. Крім того, XVS 1100 отримав іншу раму, підвіски і, відповідно, більш сучасний зовнішній вигляд.

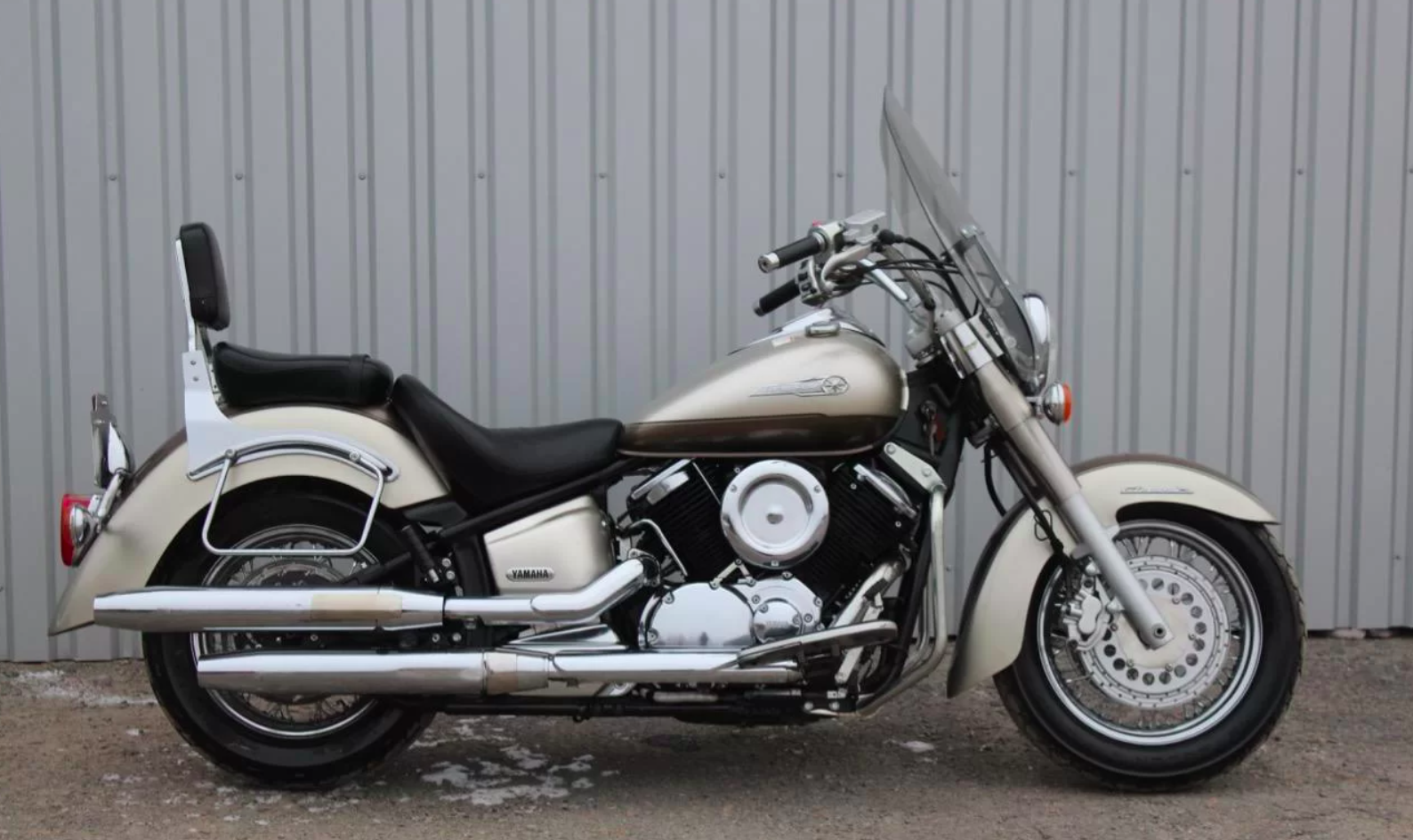
DragStar 1100 Classic

На ринку Північної Америки модель XVS1100 Drag Star продавалася під назвою - V-Star 1100.
Основні модифікації Yamaha XVS 1100 Drag Star:
- Yamaha XVS1100 Drag Star / V-Star Classic - класична версія з подовженими крилами, литими колісними дисками (V-Star з 2005 року, Drag Star - спиці) і широкою передньою покришкою (130).
- Yamaha XVS1100 Drag Star / V-Star Custom - версія з укороченими крилами в дрег-стилі, спицьованими колесами і вузькою передньою покришкою (110 мм).
- Yamaha XVS1100 Silverado - доступна з 2003 року. Аналогічна версії Classic + бічні кофри, вітрове скло і спинка пасажирського сидіння.
- Yamaha V-Star 1100 Midnight Custom - доступна з 2005 року для ринку США. Відрізняється мінімальною кількістю хрому і чорним забарвленням.

Модель Yamaha XVS1100 Drag Star випускалася аж до 2011 року, після чого була знята з виробництва і остаточно замінена на оновлену модель - Yamaha XVS 1300 Drag Star. У 2009 році в ролі молодшої моделі була представлена Yamaha XVS 950.